# Буйново (област Смолян)
 Тази статия е за селото в област Смолян.  За селото в област Търговище вижте Буйново (Област Търговище).  
Буйново (старо име Наипли) е село в Южна България. То се намира в община Борино, област Смолян. В миналото е било съставна част от Девинска околия.

## География
Село Буйново се намира в планински район. То е разположено в Западните Родопи. Селото отстои само на два километра от границата с Република Гърция. То попада в историко-географската област Рупчос. По пътя за село Кожари се открива прекрасна гледка.

## История
Археологическите находки ясно сочат, че селото и неговото землище са обитавани от траките от края на бронзовата епоха (1000 години пр.н.е.). В землището на селото са намерени монети, керамика и сечива от този период.
За хода на завладяването на Родопите от османците няма запазени достоверни документални сведения, а легендите и преданията ни говорят за полумитичните имена на Мехмед Синап и други. След османското нашествие в землището на селото се преселват юруци — тюркски скотовъдци и пастири, които търсели по-удобни пасища за своите стада. През 18 – 19 век земите на юруците постепенно са изкупени от местното помашко население.
Според Стефан Захариев към 1850 година село Буйново (Наипли) има 100 къщи и 350 жители-помаци. Населението на Буйново през годините 1926, 1934, 1946 и 1956 било съответно 314, 353, 467 и 416 души. В документ от главното мюфтийство в Истанбул, изброяващ вакъфите в Княжество България, допринасяли в полза на ислямските религиозни, образователни и благотворителни институции в периода 16 век – 1920 година, съставен в периода от 15 септември 1920 до 3 септември 1921 година, като вакъфско село се споменава и Буйново (Ayvaplı).
От 1878 до 1886 година селото влиза в пределите на т.нар. Тъмръшка република и през този период е едно от най-големите селища в региона с над 300 къщи. От 1886 до 1912 година селото отново попада в Османската империя. През 1913 година влиза в т.нар. Гюмюрджинска република, а по-късно същата година попада в България.
От Буйново се образуват селата Змейца и Чала. Преданията разказват, че селото е основано от преселници-помаци от Кавалско. В Кавалско действително има село на име Наипли (Ναϊπλή), чието име е сменено на Полинерон (Πολύνερον) през 1928 година. След събитията от Батак буйновци отглеждат баташки сирачета и при пълнолетие ги връщат на техните роднини непокътнати.
Основният поминък на населението до 1912 година е овцевъдството и съпровождащите го занаяти – мандражийство, абажийство, тъкачество, също така и пчеларството, дървопреработване, лов и други. Селото се е славило дълги години с така наречените кехаи – собственици на хиляди глави овце. Все още се разказват легендите за Кабаците – собственици на 13 хил. овце и Коджахалил – собственик на 11 хил. овце. Най-големият празник на селото през този период е Предой – на този пролетен ден селото посрещало стадата си, които се завръщали от Беломорието, и отбивали агнетата от майките. Това ставало с песни и гайдари в местността Гержиковото. Голяма гордост за кехаите били чановете (звънците) на стадата им. Всяко стадо се отличавало със звуковата си гама. През този период от време основният икономически живот на селото се е движел от кехаите. В културно и религиозно отношение селото се е развивало в крак с времето и естествено е било село с триста къщи да има и училище, като е имало два мектеба – един за момчета и един за момичета.
През 1912 година, по времето на Балканската война, населението бяга на юг отвъд пределите на България. След прекратяването на войната населението се връща обратно. Но тъй като селото е било голямо, новата им държава посреща буйновци с нови и чужди управници, кмет, горски, и двама православни свещеника – попове, с мисия от православната църква да покръстят помаците. Първоначално сред по-бедното население поповете успяват да пожънат известен успех, но при смъртта и погребението на майката на двамата братя кехаи, Кабаците, удрят на камък. Помолени от двамата братя да не се месят в погребението на майка им, поповете отказват и се подиграват на погребението, като вместо да си пеят погребалната молитва, те пеели „ни в наш'те, ни във ваш'те“. Двамата братя не могли да преживеят тази гавра с тленните останки на майка им и на 40-ия ден в днешната местност Попини лъки, тогава тя била част от Долна тютюница, поканват поповете да правят 40-дневен помен според християнската религия, а не 52-дневен помен, както е по мюсюлманската. Пияните попове се отзовават на поканата и отиват, но братята хващат поповете и ги впрягат в хомота на ралото, като ги заставят да орат, след което ги убиват. Примерът бил верижно последван и от другите села в Девинско, като така е положено началото на един от първите бунтове в новата държава.
Въстанието е потушено, а Наипли повторно опожарено заедно с околните села. Селяните пак се спасяват, бягайки в съседна Гърция. След тригодишен престой по-ангажираните в бунта и по-заможните се преселват в Турция, в град Люлебургас.
От вдовици и сираци селото отново се възстановява. През 1928 година се открива и първото българско училище.
През 1933 година жителите на село Буйново вземат участие в „Дьовленската случка“, като се опитват масово да се изселят в Турция, бягайки през Гърция заедно с жителите на още няколко села от Девинско. В крайна сметка опитът за бягство е разкрит и от Буйново успява да избяга само организаторът Асан Карахалилов – Калото.
През август 1934 година Неапли е преименувано на Буйново.
От 1949 до 1956 социалистическата власт репресира и разселва селото из цялата страна. През 1956 голяма част от жителите му се завръщат, но тези, които били изселени във великотърновските села, си остават там завинаги. През 1959 се провежда колективизация, която трае до 1992 година.
По време на социализма се построява много и селото придобива облик и форма, изграждат се кооперативна фурна, нова училищна сграда, нова административна сграда с читалище, кметство, ритуална зала, тъкачен цех, нова търговска сграда, механичен цех и други. След 1989 г. всичко е разграбено, а младото население емигрира по света.

## Обществени институции
- Кметство село Буйново;
- Основно училище;
- Народно читалище;
- Етнографски музей;

## Културни и природни забележителности
- Буйновското ждрело е разположено успоредно на Триградското. Със своята красота и величие, то не отстъпва на своя съсед. През Буйновско ждрело минава Буйновската река, която образува живописни вирове и водопади. От двете страни са надвесени няколкостотин метрови скали, които на места се приближават само на няколко метра. Най-тясната част от Буйновско ждрело се нарича Вълчи скок. Ждрелото е обявено за природна забележителност през 1971 година. Буйновското ждрело и Ягодинската пещера са едни от стоте национални туристически обекта.
- Ягодинска пещера – на 8 километра разстояние в ждрелото е дългата около 6500 метра Ягодинска пещера. Тя е благоустроена и вътре могат да се видят всички пещерни образувания, известни на Балканския полуостров. Най-голям интерес предизвикват изключително красивите пещерни перли, за образуването на които са необходими стотици хиляди години. Преди 6000 години в Ягодинската пещера са живели хора и за това свидетелстват откритите оръдия на труда и фрагменти от керамични съдове.
- Хайдушки дол е сред най-непристъпните и красиви каньони в Родопите. По отвесните му бели стени, извисяващи се на стотици метри над буйната река, расте редкия черен бор. Той придава особено обаяние на това страховито място.
- На 200 м по-долу е Дяволският мост – друго много интересно и красиво образувание от това ждрело. Това е скален мост, дълъг 8-10 метра с дебелина 2-3 метра и височина 30 метра. Скалите, на които се опира са напълно отвесни. Наблизо е и водопадът Пръскалото.
- Връх Виденица – 1652 метра. Върхът е изследван от Иречек.
- Дяволското гърло
- Триградското ждрело

## Редовни събития
- 24 май, Предой – празник на селото. Организира се турнир по футбол, канят се различни фолклорни групи. Празникът продължава 2 – 3 дни.

## Икономика
Развитието на курортно-туристическата дейност, базираща се на природните дадености и ресурси, е безспорно най-перспективно развиващият се отрасъл в местната икономика. Наблюдава се целогодишен туристически поток от български и чуждестранни туристи, привлечени от уникалното съчетание на девствена природа, запазени традиции, богато културно наследство и традиционно родопско гостоприемство. Сред атмосферата на селския живот и домашния уют в село Буйново функционират семейни хотели, къщи за гости и частни квартири.
Селото предлага на гостите си много атракции и възможности за активна почивка: ски-влек, туристически маршрути, велосипедни маршрути, джип-сафари, посещение на пещери, фотосафарита.
Проектът „Родопи – По пътеките на Орфей и Евридика“ е идеен проект, изготвен по инициатива, под ръководство и със съдействието на Васил Войнов – заместник-министър на Министерството на труда и социалната политика (2005 – 2009) и Константинос Евмиридис – областен управител на Драма – Гърция.
Проектът има за цел българската и гръцката част на Родопите да бъдат свързани. Да бъдат изградени пътища и гранични пунктове, които да осигурят бърз и удобен транспорт от Южна България до Северна Гърция. Проектът включва възстановяване, построяване на пътища и откриване на следния контактен граничен пункт:
- Контактен граничен пункт „Девин – Буйново – Елатия“
- Трасе на територията на България: град Девин – село Тешел – село Буйново – разклон село Кожари – гранична пирамида № 156;
- Трасе на територията на Гърция: гранична пирамида №156 – Елатия (Кара дере) – село Скалоти (Либан) – село Сидиронеро (Осеница) – село Ливадеро (Мукрош) – град Драма – град Кавала;